# Heinrich Norden
Heinrich Norden (wirklicher Name: Nikolaus Wöll; auch: Nikolaus Woll, Nikolaus Heinrich Wöll) (* 1880; † 1969) war ein deutscher Arzt, Schriftsteller und Tropenmediziner.

## Leben
Heinrich Norden hat der Basler Mission in Kamerun gedient.
Mit dem Roman Der Neffe des Zauberers, der die Verhältnisse in der deutschen Kolonie Kamerun betrifft, ist Norden einer der Vertreter der Kolonialliteratur.

## Werke
- Heinrich Norden: Der Neffe des Zauberers. Eine Erzählung aus Kamerun. Verlag der Basler Missionsbuchhandlung, Basel 1913. Dieser Roman ist einer von insgesamt drei, anhand derer Gouaffo[3] analysiert, mit welchen erzählerischen Mitteln Kolonialautoren die Kolonien, in diesem Fall Kamerun, dem deutschen Lesepublikum nahezubringen versuchen.
- Heinrich Norden: Der Urwaldschulmeister von Kamerun. Eine Erzählung aus dem Leben.... . Evang. Missionsverlag, GmbH, Stuttgart u.Basel 1923.